# Championnat de France de basket-ball 1946-1947
Navigation
Saison précédente Saison suivante
La saison 1946-1947 du championnat de France de basket-ball Excellence est la 25e édition du championnat de France masculin de basket-ball.
Paris UC remporte le championnat.

## Présentation
À la différence des saisons précédentes qui se déroulaient en matchs à élimination directe, la saison 1946-1947 prévoit l'organisation de poules qualificatives en deux séries dont sont issus les demi-finalistes qui s'affrontent sur un seul match éliminatoire, de même que les finalistes.
- 1re série avec 32 équipes réparties en huit poules de quatre
  - 1er tour les 2 et 3 novembre, 2e tour le 1er décembre et 3e tour le 23 décembre 1946
  - Les deux premiers de chaque poule sont qualifiés pour la deuxième série
- 2e série avec 16 équipes réparties en quatre poules de quatre
  - 1er tour le 2 février, 2e tour le 23 février et 3e tour le 9 mars 1947
  - Le premier de chaque poule se qualifie pour les demi-finales
- Demi-finales le 30 mars 1947
- Finale le 13 avril 1947 au Stade Roland-Garros[1]

## Équipes participantes
32 équipes réparties en huit poules de quatre pour la 1re série.
- US Auboué
- Avia Club
- SIG Strasbourg
- SCPO Paris
- AS Mulhouse
- Paris UC
- AS Lorraine
- Hirondelles Couture
- LOSC Lille
- AAE Dorignies
- US Pont-l'Évêque
- Racing Club
- Hermine de Nantes
- RC Rochelais
- JDA Ménilmontant
- US Métro
- US Saintaise CC
- Stade français
- Stade montois
- CAPO Limoges
- GS Mulsant Roanne
- Championnet Sports
- AS Clermontoise
- Toulouse AC
- RCM Toulouse
- ESSMG Lyon
- FO Piscénois
- AS Montferrandaise
- SO Chambéry
- BC Montbrison
- AS Monaco
- Nice-Sports

## Classement de la saison régulière
Classement au terme de la 2e série :
| # | Équipe       | Pts |
| - | ------------ | --- |
| 1 | ESSMG Lyon   | 9   |
| 2 | US Métro     | 7   |
| 3 | AS Monaco    | 5   |
| 4 | CAPO Limoges | 3   |

| # | Équipe          | Pts |
| - | --------------- | --- |
| 1 | Stade français  | 9   |
| 2 | Racing Club     | 7   |
| 3 | Avia Club       | 5   |
| 4 | AS Clermontoise | 3   |

| # | Équipe              | Pts | GA |
| - | ------------------- | --- | -- |
| 1 | Championnet Sports  | 7   | 2  |
| 2 | US Pont-l'Évêque    | 7   | 0  |
| 3 | Hirondelles Couture | 7   | -2 |
| 4 | AS Montferrandaise  | 3   | -  |

| # | Équipe        | Pts |
| - | ------------- | --- |
| 1 | Paris UC      | 9   |
| 2 | SCPO Paris    | 7   |
| 3 | RC Rochelais  | 5   |
| 4 | BC Montbrison | 3   |

- Qualification pour la phase finale

## Phase finale
|  | Demi-finales        | Demi-finales       |            |    | Finale                                     | Finale                                     |
|  | Demi-finales        | Demi-finales       |            |    | Finale                                     | Finale                                     |
|  |                     |                    |            |    |                                            |                                            |
|  | 30 mars 1947, Lyon  | 30 mars 1947, Lyon |            |    | 13 avril 1947, Paris (Stade Roland-Garros) | 13 avril 1947, Paris (Stade Roland-Garros) |
|  | 30 mars 1947, Lyon  | 30 mars 1947, Lyon |            |    | 13 avril 1947, Paris (Stade Roland-Garros) | 13 avril 1947, Paris (Stade Roland-Garros) |
|  | ESSMG Lyon          | 58                 |            |    | 13 avril 1947, Paris (Stade Roland-Garros) | 13 avril 1947, Paris (Stade Roland-Garros) |
|  | ESSMG Lyon          | 58                 |            |    | 13 avril 1947, Paris (Stade Roland-Garros) | 13 avril 1947, Paris (Stade Roland-Garros) |
|  | Stade français      | 32                 |            |    | 13 avril 1947, Paris (Stade Roland-Garros) | 13 avril 1947, Paris (Stade Roland-Garros) |
|  | Stade français      | 32                 | ESSMG Lyon | 28 |                                            |                                            |
|  | 30 mars 1947, Paris |                    | ESSMG Lyon | 28 |                                            |                                            |
|  |                     | Paris UC           | 30         |    |                                            |                                            |
|  | Championnet Sports  | Paris UC           | 30         | 29 |                                            |                                            |
|  | Championnet Sports  |                    |            | 29 |                                            |                                            |
|  | Paris UC            | 36                 |            |    |                                            |                                            |
|  | Paris UC            | 36                 |            |    |                                            |                                            |